# 新波嫩泰
新波嫩泰（義大利語：Nova Ponente），是意大利北部博尔扎诺-上阿迪杰自治省的一个市镇，位于其省会博尔扎诺的东南方约30公里处。总面积112平方公里，人口3876人，人口密度34.6人/平方公里（2009年）。ISTAT代码为021059。